# Piękna Góra (Giżycko)
Piękna Góra (deutsch Schönberg) ist ein Ort in der polnischen Woiwodschaft Ermland-Masuren und gehört zur Gmina Giżycko (Landgemeinde Lötzen) im Powiat Giżycki (Kreis Lötzen).

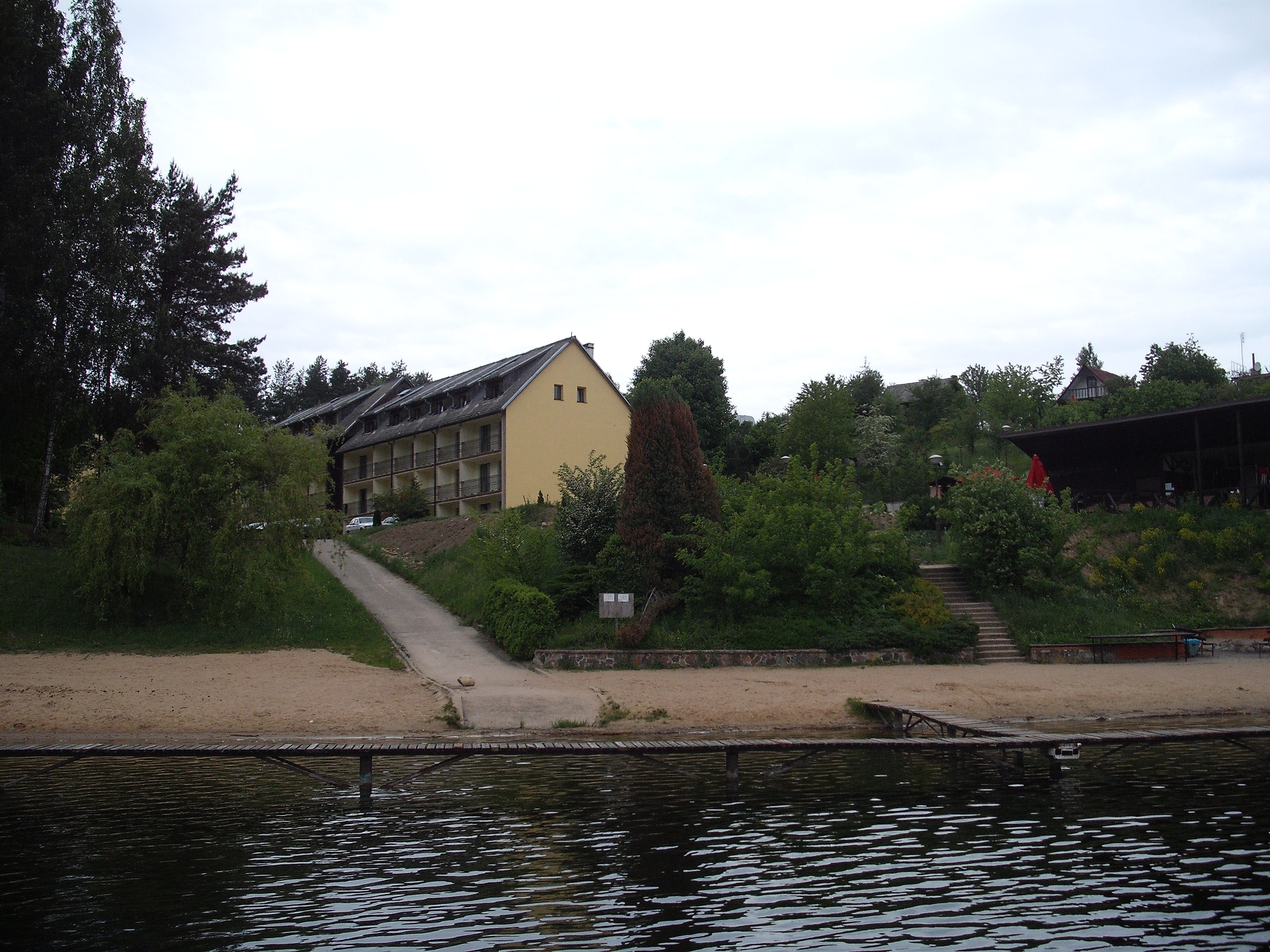
Blick auf das Erholungszentrum „Gwarek“ am Jezioro Tajty (Taita-See) in Piękna Góra (Schönberg)

## Geographische Lage
Piękna Góra liegt am Kissain- und am Taita-See (polnisch Jezioro Kisajno und Jezioro Tajty) im nördlichen Osten der Woiwodschaft Ermland-Masuren. Die Kreisstadt Giżycko (Lötzen) liegt nur drei Kilometer weiter östlich.

## Geschichte
Schönberg hieß bis zum 8. Oktober 1821 „Oberförsterei Lötzen“ und wurde ab 1839 ein kleines Gutsdorf. Im Jahr 1874 wurde der Ort in den neu errichteten Amtsbezirk Kamionken eingegliedert, (polnisch Kamionki), der – 1928 in „Amtsbezirk Steintal“ umbenannt – bis 1945 bestand und zum Kreis Lötzen im Regierungsbezirk Gumbinnen (1905 bis 1945 Regierungsbezirk Allenstein) in der preußischen Provinz Ostpreußen gehörte. 54 Einwohner. zählte Schönberg im Jahre 1910
Am 30. September 1928 verlor Schönberg seine Eigenständigkeit und wurde in die Gemeinde Groß Wronnen (1938 bis 1945 Großwarnau, polnisch Wrony) eingemeindet.
In Kriegsfolge kam Schönberg 1945 mit dem gesamten südlichen Ostpreußen zu Polen und heißt seither „Piękna Góra“. Heute ist der kleine Ort eine Ortschaft im Verbund der Gmina Giżycko (Landgemeinde Lötzen) im Powiat Giżycki (Kreis Lötzen), vor 1998 der Woiwodschaft Suwałki, seitdem der Woiwodschaft Ermland-Masuren zugehörig.

## Religionen
Bis 1945 war Schönberg in die Evangelische Pfarrkirche Lötzen in der Kirchenprovinz Ostpreußen der Kirche der Altpreußischen Union eingepfarrt und gehört heute noch als Piękna Góra zu ebendieser Kirche in Giżycko, die jetzt allerdings der Diözese Masuren in der Evangelisch-Augsburgischen Kirche in Polen zugeordnet ist.
Auch auf Seiten der katholischen Kirche hat sich nichts geändert: Schönberg war und Piękna Góra ist in die Pfarrkirche St. Bruno in Giżycko einbezogen, die seinerzeit zum Bistum Ermland, jetzt aber zum Bistum Ełk (Lyck) der Römisch-katholischen Kirche in Polen gehört.

## Verkehr

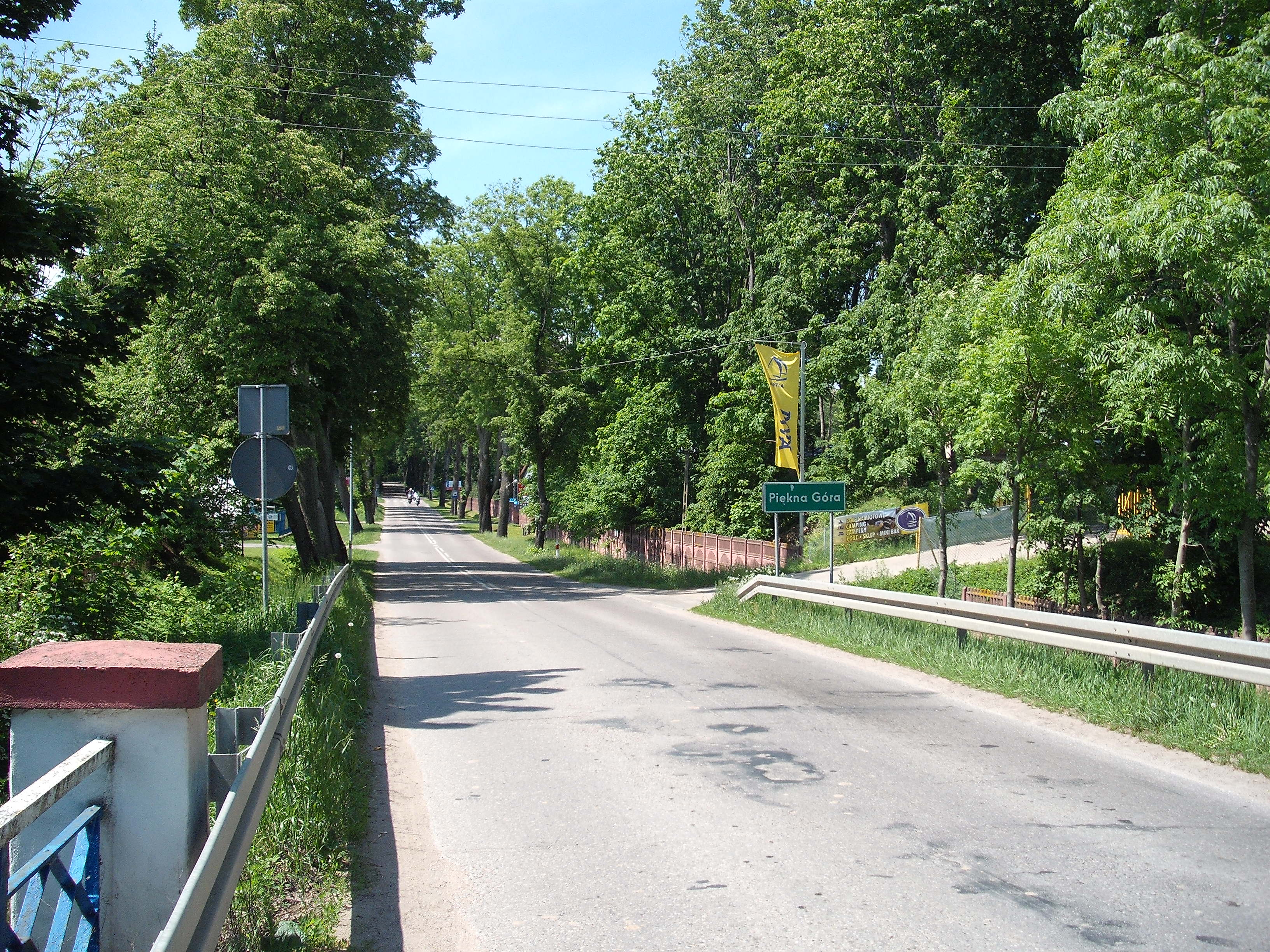
Ortseinfahrt Piękna Góra

Piękna Góra liegt an der bedeutenden polnischen Woiwodschaftsstraße DW 592 (einstige deutsche Reichsstraße 135) die die drei Powiatbezirke Giżycko (Lötzen), Kętrzyn (Rastenburg) und Bartoszyce (Bartenstein) miteinander verbindet. In Piękna Góra endet eine von Kamionki (Kamionken, 1928 bis 1945 Steintal) kommende Uferstraße entlang des Kissain-Sees (Jezioro Kisajno).
Der Bahnhof in Giżycko ist die nächste Bahnstation und liegt an der Bahnstrecke Głomno–Białystok, die vor 1945 Königsberg (Preußen) (heute in Russland) mit Brest-Litowsk (heute in Belarus) verband, heute jedoch nur noch auf polnischem Staatsgebiet verläuft.